# 7-es busz (Szombathely)
A szombathelyi 7-es jelzésű autóbusz a Zanat, autóbusz-forduló és az Újtemető megállóhelyek között közlekedik. A vonalat a Blaguss Agora üzemelteti. A buszokra csak az első ajtón lehet felszállni.

## Története
A Nagyvárad utca megálló 2017. januártól a Tóth István tér nevet viseli.
2022. január 1-től a vonal üzemeltetését a Blaguss Agora vette át. Ettől a naptól kezdve a járatok a Vasútállomás felé megállnak a Nyomdánál is.
2022. augusztus 1-től a 7-es és a 8-as vonalak összekötésre kerülnek. Ezzel egyidőben a 8-as jelzés megszűnik, a Family Center megállót a buszok nem szolgálják ki, a Király Sportcentrumhoz viszont minden járat betér.

## Közlekedése
A járatok az Újtemető és Zanat felé csúcsidőben 30, csúcsidőn kívül és hétvégén 60 perces követést biztosítanak. Bizonyos járatok csonkamenetben közlekednek. Mindennap az utolsó, Zanatról induló járat az Éhen Gyula lakótelep érintése nélkül, a Vasútállomásig közlekedik.

## Útvonala
| Újtemető felé | Zanat, autóbusz-forduló felé |
| --- | --- |
| Zanat, autóbusz-forduló – Napsugár utca – Külső Zanati út – Zanati út – Puskás Tivadar utca – Alkotás utca – Szövő utca – Zanati út – Szent Márton utca – Nádasdy Ferenc utca – Széll Kálmán utca – Vasútállomás – Szelestey László utca – Vörösmarty Mihály utca – Szent Márton utca – Thököly Imre utca – Kiskar utca – Óperint utca – Kálvária utca – Jókai Mór utca – Nárai utca – Nárai Külső út – Temesvár utca – Király Sportcentrum – Temesvár utca – Nárai Külső út – Ferenczy István utca – Újtemető | Újtemető – Alsóhegyi út – Nagyvárad utca – Brenner Tóbiás körút – Jókai Mór utca – Kálvária utca – Óperint utca – Kiskar utca – Thököly Imre utca – Szent Márton utca – Nádasdy Ferenc utca – Széll Kálmán utca – Vasútállomás – Szelestey László utca – Nádasdy Ferenc utca – Szent Márton utca – Zanati út – Külső Zanati út – Napsugár utca – Zanat, autóbusz-forduló |

## Megállói
| 7 (Zanat, autóbusz-forduló – Újtemető) | 7 (Zanat, autóbusz-forduló – Újtemető) | 7 (Zanat, autóbusz-forduló – Újtemető) | 7 (Zanat, autóbusz-forduló – Újtemető)                                                   | 7 (Zanat, autóbusz-forduló – Újtemető) | 7 (Zanat, autóbusz-forduló – Újtemető) | 7 (Zanat, autóbusz-forduló – Újtemető)                                                      | 7 (Zanat, autóbusz-forduló – Újtemető) |
| Perc (↓)                               | Perc (↓)                               | Perc (↓)                               | Megállóhely                                                                              | Perc (↑)                               | Perc (↑)                               | Átszállási kapcsolatok                                                                      | Fontosabb létesítmények |
| -------------------------------------- | -------------------------------------- | -------------------------------------- | ---------------------------------------------------------------------------------------- | -------------------------------------- | -------------------------------------- | ------------------------------------------------------------------------------------------- | --- |
| 0                                      | 0                                      | 0                                      | Zanat, autóbusz-forduló                                                                  | 27                                     | 21                                     |                                                                                             | Szent László templom, Szent László park |
| 1                                      | 1                                      | 1                                      | Zanati út 70.                                                                            | 25                                     | 20                                     |                                                                                             | |
| 2                                      | 2                                      | 2                                      | Külső Zanati út, mezőgazdasági telep (Korábban: Felszabadulás Mezőgazdasági Szövetkezet) | 24                                     | 19                                     |                                                                                             | Felszabadulás Mezőgazdasági Szövetkezet |
| 3                                      | 3                                      | 3                                      | TESCO hipermarket                                                                        | 22                                     | 18                                     |                                                                                             | TESCO Hipermarket, APTIV Kft., DECATHLON, Homa Centrum                                                                                                 |
| 4                                      | 4                                      | 4                                      | Ipartelep, bejárati út (Puskás Tivadar utca) (↓) Ipartelep, bejárati út (Zanati út) (↑)  | 21                                     | 17                                     | 5H, 6H                                                                                      | LIDL |
| 5                                      | 5                                      | ∫                                      | STYL Fashion Kft. (Korábban: STYL Ruhagyár Rt.)                                          | ∫                                      | ∫                                      | 5H, 6H                                                                                      | STYL Fashion Kft., APTIV Kft. |
| 6                                      | 6                                      | ∫                                      | Alkotás utca 33.                                                                         | ∫                                      | ∫                                      |                                                                                             | Nyitra utcai Általános Művelődési Központ |
| 7                                      | 7                                      | ∫                                      | Szövő utca 66.                                                                           | ∫                                      | ∫                                      |                                                                                             | |
| 8                                      | 7                                      | ∫                                      | Kötő utca                                                                                | ∫                                      | ∫                                      |                                                                                             | Nyitra utcai Általános Művelődési Központ |
| ∫                                      | ∫                                      | 5                                      | Zanati út 26.                                                                            | 20                                     | 16                                     | 5H, 6H                                                                                      | FALCO Zrt., Vadvirág Óvoda |
| 9                                      | 8                                      | 6                                      | Vépi út                                                                                  | 19                                     | 15                                     | 3H, 5H, 6H                                                                                  | |
| 14                                     | 13                                     | 8                                      | Vasútállomás                                                                             | 16                                     | 12                                     | 1U, 2A, 2C, 3H, 5, 6, 6H, 9, 10H, 12, 20A, 20C, 21, 21A, 22, 23, 25, 27, 27A, 29A, 29C, 30Y | Szombathely Helyi autóbusz-állomás, Éhen Gyula tér |
| 16                                     | 15                                     | ∫                                      | 56-osok tere (Vörösmarty utca)                                                           | ∫                                      | ∫                                      | 2C, 3H, 6, 6H, 9, 10H, 12, 20C, 21, 21, 27, 27A, 29C, 30Y                                   | 56-osok tere, Vámhivatal, Földhivatal, Államkincstár, Gyermekotthon                                                                                    |
| 18                                     | 16                                     | ∫                                      | Aluljáró (Szent Márton utca)                                                             | 10                                     | 8                                      | 5H, 6, 10H, 12, 20C, 21, 27, 27A, 30Y                                                       | Borostyánkő Áruház, Vásárcsarnok, Vízügyi Igazgatóság                                                                                                  |
| 20                                     | 17                                     | ∫                                      | Városháza                                                                                | 7                                      | 6                                      | 5H, 6, 9, 10H, 12, 20C, 21, 27, 27A, 30Y                                                    | Városháza, Fő tér, Isis irodaház, Okmányiroda |
| ∫                                      | ∫                                      | ∫                                      | Nyomda                                                                                   | 6                                      | 5                                      | 1U, 4H, 5H, 7H, 9, 10H, 23, 27, 27A, 30Y                                                    | Nyomda, Óperint Üzletház, Smidt Múzeum, Kiskar utcai rendelő, Székesegyház, Megyeháza, Püspöki Palota, Nyugat Magyarországi Egyetem D Épület, Levéltár |
| 22                                     | 18                                     | ∫                                      | Óperint üzletház                                                                         | 5                                      | 5                                      | 1U, 23                                                                                      | Óperint üzletház, Nyomda, Kiskar utcai rendelő, Evangélikus templom                                                                                    |
| 24                                     | 20                                     | ∫                                      | Géfin Gyula utca                                                                         | 4                                      | 4                                      |                                                                                             | Szombathelyi TV, Öntöde Sportcentrum, Reményik Sándor Evangélikus Általános Iskola                                                                     |
| 25                                     | 21                                     | ∫                                      | Nyugdíjasok Otthona                                                                      | 3                                      | 3                                      | 2A, 2C, 20A, 20C, 29A, 29C                                                                  | Nyugdíjasok Otthona, Kálvária, Szent István park, Bagolyvár                                                                                            |
| 26                                     | 22                                     | ∫                                      | Nárai elágazás                                                                           | ∫                                      | ∫                                      |                                                                                             | Idősek Otthona |
| ∫                                      | ∫                                      | ∫                                      | Tóth István tér (Korábban: Nagyvárad utca)                                               | 2                                      | 2                                      | 2A, 2C, 20A, 20C, 29A, 29C                                                                  | Bagolyvár, Tóth István tér |
| 27                                     | 23                                     | ∫                                      | Sarlay telep                                                                             | ∫                                      | ∫                                      |                                                                                             | |
| ∫                                      | ∫                                      | ∫                                      | Alsóhegyi út                                                                             | 1                                      | 1                                      |                                                                                             | |
| 28                                     | 24                                     | ∫                                      | Fadrusz János utca                                                                       | ∫                                      | ∫                                      |                                                                                             | Hősi temető |
| ∫                                      | ∫                                      | ∫                                      | Tarczay utca                                                                             | 1                                      | 1                                      |                                                                                             | |
| 29                                     | 25                                     | ∫                                      | Király Sportcentrum                                                                      | ∫                                      | ∫                                      |                                                                                             | Király Sportcentrum |
| 32                                     | 27                                     | ∫                                      | Újtemető                                                                                 | 0                                      | 0                                      |                                                                                             | Újtemető |